# Ampullariidae
Famille
Genres de rang inférieur
- Pomacea

Les Ampullariidae sont une famille de gastéropodes d'eau douce vivant dans les zones amphibies tropicales et subtropicales. On retrouve aussi certaines espèces en aquariophilie.
Les Ampullariidae ont la particularité de posséder à la fois des branchies et des poumons.

## Genres
Il existe différents genres dans cette famille
- Afropomus Pilsbry and Bequaert, 1927
- Ampullaria Montfort, 1810
- Asolene Orbigny, 1837
- Lanistes Montfort, 1810
- Marisa Gray, 1824
- Pila Roeding, 1798
- Pomacea Perry, 1811
- Saulea Gray, 1867

|  | Pila     |
|  |          |
|  | Lanistes |
|  |          |

|  | Saulea                                             |
|  |                                                    |
|  | \| \| Marisa \| \| \| \| \| \| Pomacea \| \| \| \| |
|  |                                                    |
|  | Marisa                                             |
|  |                                                    |
|  | Pomacea                                            |
|  |                                                    |

|  | Marisa  |
|  |         |
|  | Pomacea |
|  |         |

|  | Pila     |
|  |          |
|  | Lanistes |
|  |          |

|  | Saulea                                             |
|  |                                                    |
|  | \| \| Marisa \| \| \| \| \| \| Pomacea \| \| \| \| |
|  |                                                    |
|  | Marisa                                             |
|  |                                                    |
|  | Pomacea                                            |
|  |                                                    |

|  | Marisa  |
|  |         |
|  | Pomacea |
|  |         |

|  | Pila     |
|  |          |
|  | Lanistes |
|  |          |

|  | Saulea                                             |
|  |                                                    |
|  | \| \| Marisa \| \| \| \| \| \| Pomacea \| \| \| \| |
|  |                                                    |
|  | Marisa                                             |
|  |                                                    |
|  | Pomacea                                            |
|  |                                                    |

|  | Marisa  |
|  |         |
|  | Pomacea |
|  |         |

|  | Pila     |
|  |          |
|  | Lanistes |
|  |          |

|  | Saulea                                             |
|  |                                                    |
|  | \| \| Marisa \| \| \| \| \| \| Pomacea \| \| \| \| |
|  |                                                    |
|  | Marisa                                             |
|  |                                                    |
|  | Pomacea                                            |
|  |                                                    |

|  | Marisa  |
|  |         |
|  | Pomacea |
|  |         |

## Localisation

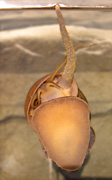
Ampullariidae avec son siphon déployé.

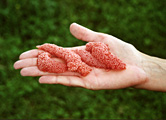
Œufs de Ampullariidae.

Genera Asolene, Felipponea, Marisa et Pomacea sont originaires du nouveau monde (Amérique du Sud, Amérique centrale, Caraïbes et le sud ouest des USA. Les genera Afropomus, Lanistes et Saulea sont localisés en Afrique.  Le genre Pila est originaire d'Afrique et d'Asie.

## Mode de vie
Ampullariidae ou "apple snail" en anglais "escargot-pomme" en français, est un herbivore. Il habite différents écosystèmes: mares, marécages et rivières. Il est particulièrement bien adapté aux régions tropicales caractérisées par une période de sécheresse alternant avec une période de fortes précipitations.
Ils possèdent un opercule qui leur permet de fermer leur coquille pour éviter qu'ils ne se déshydratent quand ils s'enterrent dans la boue pendant la saison sèche.
Une des autres particularités de cet escargot est qu'il possède des branchies pour respirer sous l'eau ainsi que des poumons pour respirer l'air. Cette combinaison poumon/branchie augmente considérablement son rayon d'action et lui
permet de rester sous l'eau même si celle-ci est pauvre en oxygène. Il combine en effet son poumon avec un siphon (anatomie) qui lui permet de respirer de l'air alors qu'il est sous l'eau.
Ses prédateurs sont des oiseaux, des serpents, des alligators ou des otaries géantes.
La plupart des Ampullariidaes (Pomacea, Pila and Asolene/Pomella) déposent leurs œufs au-dessus de l'eau dans des poches calcaires pour les protéger des prédateurs aquatiques.
Bien qu'ils apparaissent parfois à l'air libre, l'eau est leur milieu de prédilection.
Ces escargots ne sont pas hermaphrodites, il existe des individus mâles et des femelles.